# Cytaeis indica
Cytaeis indica är en nässeldjursart som först beskrevs av Eberhard Stechow 1920.  Cytaeis indica ingår i släktet Cytaeis och familjen Cytaeididae. Inga underarter finns listade i Catalogue of Life.